# Spate

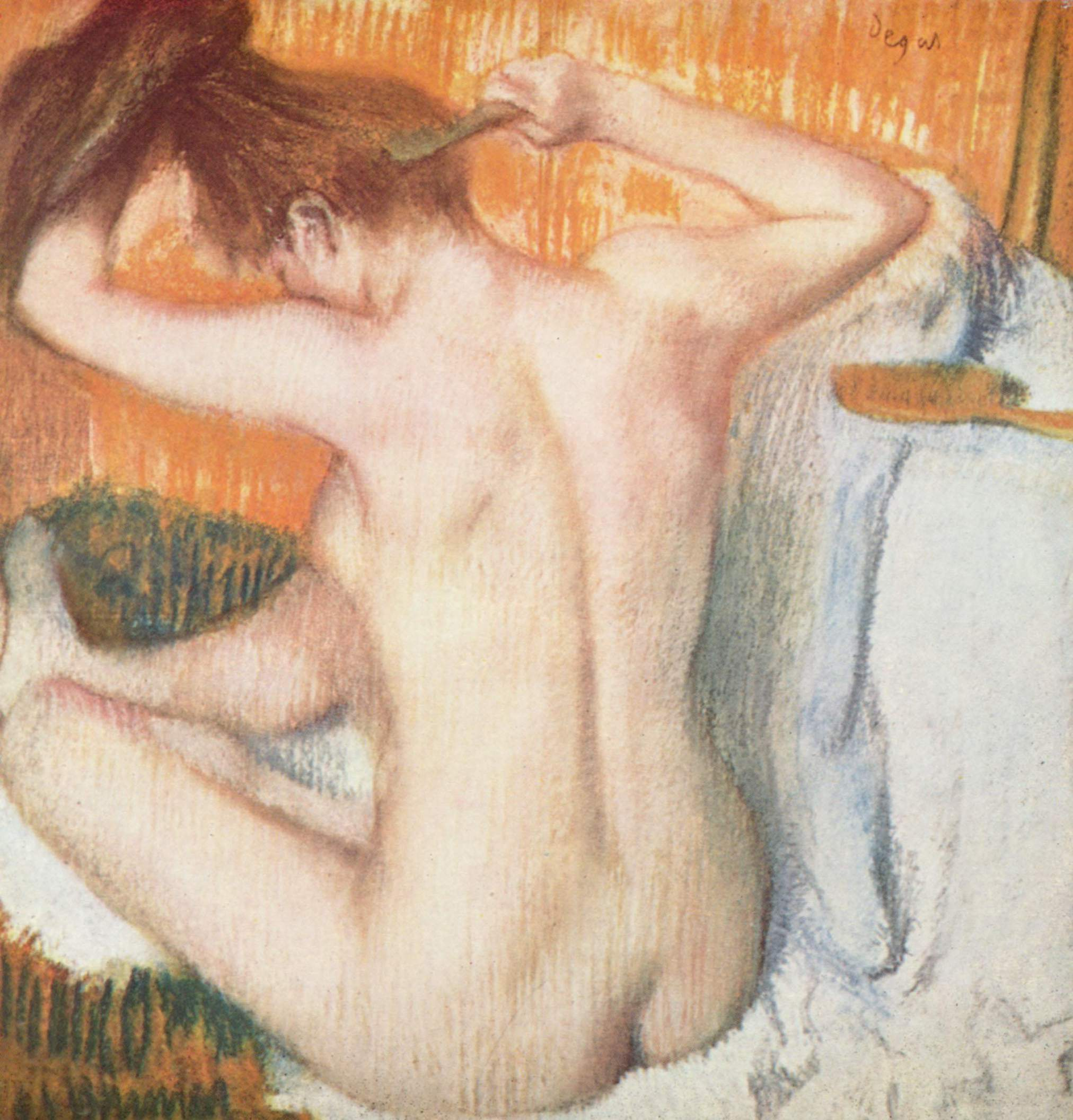
Pictură de Edgar Degas reprezentând spatele unei femei.

Spatele este partea posterioară a corpului omenesc, care se întinde de la umeri până la șale.